# Falcons de Milwaukee
Les Falcons de Milwaukee sont une franchise de hockey sur glace ayant évolué dans la Ligue internationale de hockey.

## Historique
L'équipe a été créée en 1959 à Milwaukee au Wisconsin. Après s'être classée au troisième rang dans la division Est dès leur première saison, les Falcons durent cesser leurs activités le 26 novembre 1960 en raison de problèmes financiers.

### Saisons en LIH
Note: PJ : parties jouées, V : victoires, D : défaites, N : matchs nuls, DP : défaite en prolongation, DF : défaite en fusillade, Pts : Points, BP : buts pour, BC : buts contre, Pun : minutes de pénalité
| Saison    | PJ | V  | D  | N | Pts | Classement             | Séries éliminatoires | Entraîneur   |
| --------- | -- | -- | -- | - | --- | ---------------------- | -------------------- | ------------ |
| 1959-1960 | 67 | 24 | 46 | 1 | 49  | 3e rang division Ouest | Hors des séries      | Fiori Goegan |
| 1960-1961 | 17 | 1  | 15 | 1 | 3   | saison incomplète      | saison incomplète    | n/d          |

### Référence
1. ↑  (en) Statistiques des Chiefs sur http://www.hockeydb.com